# Hyporthodus niveatus
Hyporthodus niveatus é uma espécie de peixe da família Serranidae.
Pode ser encontrada nos seguintes países: Aruba, as Bahamas , Belize, Bermudas, Brasil, Colômbia, Costa Rica, Cuba, Guiana Francesa, Grenada, Guatemala, Guiana, Honduras, Jamaica, México, Antilhas Holandesas, Nicarágua, Panamá, Suriname, Trinidad e Tobago, nos Estados Unidos da América e Venezuela.